# Microrregión del Litoral Piauiense
La microrregión del Litoral Piauiense es una de las microrregiones del estado brasileño del Piauí perteneciente a la mesorregión Norte Piauiense. Su población es según el censo de 2010 de 303.511 habitantes y está dividida en catorce municipios Su población está formada por negros y mulatos 37.9, blancos de origen portugués y árabe 32.2, caboclos(mestizos de indios y blancos)29.7, asiáticos 0.1 e indígenas 0.1, habitaban en la región en 2010 218 indígenas. Posee un área total de 9.658,107 km².

## Municipios
- Bom Princípio do Piauí
- Buriti dos Lopes
- Cajueiro da Praia
- Caraúbas do Piauí
- Caxingó
- Cocal
- Cocal dos Alves
- Ilha Grande
- Luís Correia
- Murici dos Portelas
- Parnaíba
- Piracuruca
- São João da Fronteira
- São José do Divino

- Datos: Q2303069